# ماركوس كيروغا
ماركوس كيروغا (بالإسبانية: Marcos Daniel Quiroga)‏ هو لاعب كرة قدم أرجنتيني، ولد في 28 نوفمبر 1990 في سونتشاليز في الأرجنتين. لعب مع أتلتيكو باتروناتو.

## وصلات خارجية
- ماركوس كيروغا على موقع قاعدة بيانات كرة القدم.إي يو (الإنجليزية)
- ماركوس كيروغا على موقع Soccerway.com (الإنجليزية)